# Timiskaming (jezero)
Timiskaming (fra. Lac Témiscamingue) je veliko jezero na granici kanadskih pokrajina Quebec i Ontario.

## Opis
Jezero Timiskaming dugo je 108 km, a široko od nekoliko stotina metara do 8 km, površine 304 km², podjeljeno između Quebeca i Ontaria.

Njegov fizički lik dobro je sažet u jegovom imenu, koje na jeziku indijanaca Algonquin znači Mjesto duboke vode jer je prosječna dubina jezera 122 m, osim kod muljevitih pličina u sjeveroistočnom kutu, koje znaju i presušiti za velikih suša.
Duž istočnih i jugoistočnih obala jezera, nižu se strme litice, koje su dio Planina Laurentian, one su sve do kraja 19. stoljeća bile pod gustom borovom šumom. I duž obala na jugozapadnoj strani jezera prevladava ista topografija, ali je bitno različita sjeverno od rijeke Montreal, gdje je jezero šire, tu strma brda ustupaju mjesta blagim padinama. 
Geološki Jezero Timiskaming je ostatak glacijalnog jezera Barlow, koje je na tom mjestu bilo prije 10 000 godina.
Prije dolaska Europskih doseljenika, na sjeveroistočnim obalama jezera živjeli su indijanci Algonquin, na južnim oblama Ojibwe a duž sjeverozapadnih obala Cree. Od 1670. pa do početka 19. stoljeća Jezero Timiskaming bilo je mjesto intenzivne trgovine krznima.

## Vanjske poveznice
- Lake Timiskaming  Arhivirana inačica izvorne stranice od 9. travnja 2013. (Wayback Machine) (engl.)